# Macrocamptus virgatus
Macrocamptus virgatus är en skalbaggsart som först beskrevs av Charles Joseph Gahan 1890.  Macrocamptus virgatus ingår i släktet Macrocamptus och familjen långhorningar.
Artens utbredningsområde är Laos. Inga underarter finns listade i Catalogue of Life.